# Børge Benum
Børge Benum (* 3. Juli 1963) ist ein ehemaliger norwegischer Skispringer.
Benum bestritt am 22. Januar 1984 sein einziges Springen im Skisprung-Weltcup. Dabei erreichte er auf der Großschanze im japanischen Sapporo den 10. Platz und damit sechs Weltcup-Punkte. Mit diesen Weltcup-Punkten stand er am Ende der Saison 1983/84 gemeinsam mit Massimo Rigoni, Georg Waldvogel und Zane Palmer auf dem 61. Platz in der Weltcup-Gesamtwertung. Am 19. Januar 1986 gewann Benum das Europacup-Springen in Le Brassus. Mit einer Weite von 103 m hielt er, zusammen mit einigen anderen Athleten, auch zeitweise den dortigen Schanzenrekord.
Im Jahr 2025 wurde Benum Vorsitzender des Skisprungkomitees im Norwegischen Skiverband. Seine Vorgängerin Stine Korsen war infolge der Kontroversen bei der WM 2025 zurückgetreten.